# Alue Pisang
Alue Pisang is een bestuurslaag in het regentschap Aceh Barat Daya van de provincie Atjeh, Indonesië. Alue Pisang telt 1038 inwoners (volkstelling 2010).